# Danîlivka, Berezanka
Danîlivka (în ucraineană Данилівка) este localitatea de reședință a comunei Danîlivka din raionul Berezanka, regiunea Mîkolaiiv, Ucraina.

## Demografie
Componența lingvistică a localității Danîlivka
     Ucraineană (96,34%)
     Rusă (3,41%)
     Alte limbi (0,24%)
Conform recensământului din 2001, majoritatea populației localității Danîlivka era vorbitoare de ucraineană (96,34%), existând în minoritate și vorbitori de rusă (3,41%).